# 内田和子
内田 和子（うちだ かずこ、1947年 - ）は、日本の地理学者である。岡山大学名誉教授。

## 経歴
1947年東京都生まれ。1969年早稲田大学教育学部卒業、1985年兵庫教育大学大学院修士課程修了。東京都立福生高等学校教諭、東京都立日野台高等学校教諭、東京都教育委員会指導主事を経て1990年より岡山大学文学部助教授。1995年より岡山大学大学院社会文化科学研究科教授。2001年、『日本における水害予防組合の展開過程と地域的特色』を立正大学に提出し、博士 (文学)を取得。2001年、早稲田大学に『わが国におけるため池の災害と地域環境の保全』を提出し、博士 (学術)を取得。2003年刊行『日本のため池』で2006年度日本地理学会賞優秀賞および農業土木学会賞著作賞を受賞。2012年に退官し、岡山大学名誉教授となる。

## 著作

### 単著
- 『遊水地と治水計画 : 応用地理学からの提言』古今書院、1985年。ISBN 9784772214810。
- 『近代日本の水害地域社会史』古今書院、1994年。ISBN 9784772216463。
- 『日本のため池 : 防災と環境保全』海青社、2003年。ISBN 9784860992095。
- 『ため池 : その多面的機能と活用』農林統計協会、2008年。ISBN 9784541035806。

### 編著
- 高橋伸夫・内田和子・岡本耕平・佐藤哲夫 編『現代地理学入門 : 身近な地域から世界まで』古今書院、2005年。ISBN 9784772230490。